# Nardostachys
Nardostachys este un gen de plante cu flori care aparțin familiei Valerianaceae, acum subfamilia Valerianoideae. El include patru specii descrise, iar doua două dintre acestea sunt acceptate.

## Taxonomie
Genul a fost descris de Augustin Pyrame de Candolle în lucrarea Prodromus Systematis Naturalis Regni Vegetabilis 4: 624. 1830.

## Specii acceptate
Mai jos este prezentată o listă de specii din genul Nardostachys acceptate până în octombrie 2013, în ordine alfabetică. Este indicat pentru fiecare numele binomial urmat de autor, prescurtat în funcție de convenții și uz.
- Nardostachys chinensis Batalin
- Nardostachys jatamansi DC.